# Associazione Calcio Udinese 1948-1949
Questa voce raccoglie le informazioni riguardanti l'Associazione Calcio Udinese nelle competizioni ufficiali della stagione 1948-1949.

## Risultati

### Campionato

#### Girone di andata
| 3 ottobre 1948 1ª giornata | Udinese | 0 – 3 | Treviso |  |

| 10 ottobre 1948 2ª giornata | Udinese | 4 – 0 | Rimini |  |

| 17 ottobre 1948 3ª giornata | Baracca Lugo | 2 – 1 | Udinese |  |

| 24 ottobre 1948 4ª giornata | Udinese | 4 – 1 | Bondenese |  |

| 31 ottobre 1948 5ª giornata | Cesena | 2 – 0 | Udinese |  |

| 4 novembre 1948 6ª giornata | Udinese | 0 – 1 | Libertas Trieste |  |

| 7 novembre 1948 7ª giornata | Rovigo | 1 – 4 | Udinese |  |

| 14 novembre 1948 8ª giornata | Omegna | 1 – 4 | Udinese |  |

| 21 novembre 1948 9ª giornata | Udinese | 2 – 1 | Suzzara |  |

| 28 novembre 1948 10ª giornata | Montebelluna | 1 – 2 | Udinese |  |

| 5 dicembre 1948 11ª giornata | Udinese | 1 – 0 | Pro Gorizia |  |

| 12 dicembre 1948 12ª giornata | Edera Trieste | 0 – 2 | Udinese |  |

| 19 dicembre 1948 13ª giornata | Udinese | 2 – 1 | Pavia |  |

| 26 dicembre 1948 14ª giornata | Mestrina | 4 – 2 | Udinese |  |

| 2 gennaio 1949 15ª giornata | Udinese | 4 – 2 | Bolzano |  |

| 9 gennaio 1949 16ª giornata | Udinese | 2 – 0 | Mantova |  |

| 16 gennaio 1949 17ª giornata | Marzoli Palazzolo | 1 – 1 | Udinese |  |

| 23 gennaio 1949 18ª giornata | Udinese | 2 – 1 | Centese |  |

| 30 gennaio 1949 19ª giornata | Marzotto Valdagno | 2 – 2 | Udinese |  |

#### Girone di ritorno
| 6 febbraio 1949 20ª giornata | Treviso | 1 – 0 | Udinese |  |

| 13 febbraio 1949 21ª giornata | Rimini | 2 – 1 | Udinese |  |

| 20 febbraio 1949 22ª giornata | Udinese | 1 – 0 | Baracca Lugo |  |

| 6 marzo 1949 23ª giornata | Bondenese | 2 – 2 | Udinese |  |

| 13 marzo 1949 24ª giornata | Udinese | 1 – 0 | Cesena |  |

| 20 marzo 1949 25ª giornata | Libertas Trieste | 1 – 0 | Udinese |  |

| 27 marzo 1949 26ª giornata | Udinese | 3 – 0 | Rovigo |  |

| 3 aprile 1949 27ª giornata | Udinese | 1 – 1 | Omegna |  |

| 10 aprile 1949 28ª giornata | Suzzara | 1 – 2 | Udinese |  |

| 17 aprile 1949 29ª giornata | Udinese | 3 – 0 | Montebelluna |  |

| 24 aprile 1949 30ª giornata | Pro Gorizia | 0 – 1 | Udinese |  |

| 1 maggio 1949 31ª giornata | Udinese | 3 – 2 | Edera Trieste |  |

| 8 maggio 1949 32ª giornata | Pavia | 0 – 2 | Udinese |  |

| 15 maggio 1949 33ª giornata | Udinese | 2 – 2 | Mestrina |  |

| 22 maggio 1949 34ª giornata | Bolzano | 0 – 1 | Udinese |  |

| 29 maggio 1949 35ª giornata | Mantova | 0 – 0 | Udinese |  |

| 5 giugno 1949 36ª giornata | Udinese | 2 – 0 | Marzoli Palazzolo |  |

| 12 giugno 1949 37ª giornata | Centese | 1 – 4 | Udinese |  |

| 19 giugno 1949 38ª giornata | Udinese | 4 – 1 | Marzotto Valdagno |  |

## Rosa
| N. |                   | Ruolo | Calciatore        |
| -- | ----------------- | ----- | ----------------- |
|    | Italia (bandiera) | A     | Alfredo Bicego    |
|    | Italia (bandiera) | A     | Ivan Bortuzzo     |
|    | Italia (bandiera) | A     | Enore Boscolo     |
|    | Italia (bandiera) | C     | Giovanni Civili   |
|    | Italia (bandiera) | A     | Guido Ferro       |
|    | Italia (bandiera) | D     | Glauco Ferron     |
|    | Italia (bandiera) | D     | Severino Feruglio |
|    | Italia (bandiera) | P     | Ranieri Galluzzo  |
|    | Italia (bandiera) | A     | Luciano Loschi    |

| N. |                    | Ruolo | Calciatore        |
| -- | ------------------ | ----- | ----------------- |
|    | Italia (bandiera)  | D     | Ardemio Marangoni |
|    | Italia (bandiera)  | D     | Elio Martinis     |
|    | Italia (bandiera)  | C     | Athos Miniati     |
|    | Italia (bandiera)  | C     | Silvano Pravisano |
|    | Italia (bandiera)  | A     | Emo Roffi         |
|    | Austria (bandiera) | A     | Roman Schramseis  |
|    | Italia (bandiera)  | C     | Cirano Snidero    |
|    | Italia (bandiera)  | C     | Ludovico Tubaro   |
|    | Italia (bandiera)  | D     | Bruno Zorzi       |